# 13174 Timossi
13174 Timossi este un asteroid din centura principală de asteroizi.

## Descriere
13174 Timossi este un asteroid din centura principală de asteroizi. A fost descoperit pe 14 februarie 1996 la Cima Ekar de Maura Tombelli și Ulisse Munari. Asteroidul prezintă o orbită caracterizată de o semiaxă mare de 2,65 ua, o excentricitate de 0,11 și o înclinație de 15,2° în raport cu ecliptica.